# Géographie de l'Égypte antique

Principaux sites de l'Égypte antique

La géographie de l’Égypte antique, tant d’un point de vue climatique que géopolitique, est assez proche de celle de l’Égypte contemporaine.

## Climat

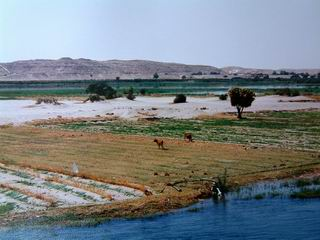
Les bords du Nil

L'Égypte est un pays au climat désertique chaud dont seule la bande fertile de part et d'autre du Nil, le delta et quelques oasis éparses, sont propres à l'implantation humaine. Le reste est recouvert par le désert Libyque à l'ouest, le désert Arabique à l'est et le Sinaï au nord-est.
L'Égypte a subi depuis très longtemps un phénomène de désertification qui voit le désert gagner du terrain sur les terres arables. On pense ainsi qu'à l'époque de la construction des grandes pyramides, le plateau de Gizeh était recouvert d'une savane (il est aujourd'hui complètement désertique). Aux époques de prospérité de l'Égypte, l'action de l'Homme, notamment grâce à l'irrigation, a dû freiner le phénomène, voire reprendre du terrain sur le désert. Récemment, certaines zones désertiques dans l'Antiquité ont été rendues propres à l'implantation humaine par la création d'oasis artificielles.
La crue annuelle du Nil était l'événement majeur de l'année pour les Égyptiens de l'Antiquité (d'ailleurs le jour de l'an commence avec les premiers signes de montée des eaux). Aujourd'hui canalisées par le Haut barrage d'Assouan, les eaux du Nil recouvraient autrefois une grande partie de ses berges, apportant par là même un précieux limon noir qui rendait ses terres fertiles. Cette crue apportait la prospérité aux Égyptiens, mais ses débordements pouvaient être aussi meurtriers que les famines causées par une trop faible montée des eaux. La quasi-disparition de cette inondation annuelle du Nil a également eu une grande répercussion sur l'écosystème de la vallée du Nil.

## Frontières
Les frontières « traditionnelles » de l'Égypte antique sont assez semblables aux frontières de l'Égypte moderne. Ainsi, dans l'Ancien Empire, le pays est délimité au nord par la mer Méditerranée, au sud par la première cataracte du Nil, à l'ouest par le désert Libyque et à l'est par la mer Rouge et le désert du Sinaï. Ce sont principalement les frontières sud avec la Nubie et nord-ouest qui ont fluctué au cours des siècles. L'Égypte a, à certaines époques, étendu son influence jusqu'en Haute-Nubie alors qu'en Asie Mineure, son influence atteindra l'Amurru (en Syrie) au nord et les bords de l'Euphrate à l'est. La domination égyptienne en syro-palestine sera toujours de courte durée et dépassera rarement la Palestine. Durant les périodes intermédiaires, le pays se morcelle et les pharaons règnent parfois sur de petits royaumes comme les souverains de la XIIIe dynastie.

## Organisation

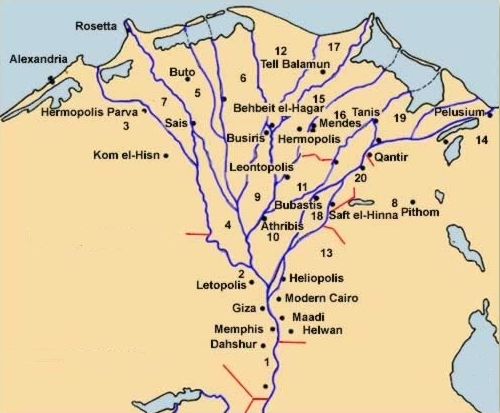
Nomes de Basse-Égypte

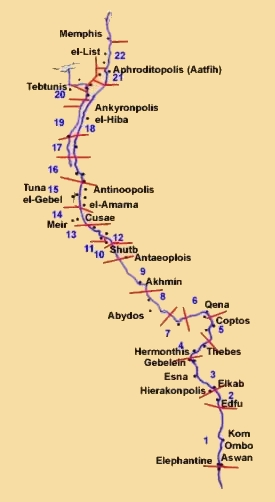
Nomes de Haute-Égypte

Le territoire égyptien était découpé en régions administratives, les nomes, qui étaient gouvernés, au nom de pharaon, par des nomarques. Simples divisions administratives en temps normal, les nomes gagnaient en autonomie quand le pouvoir central faiblissait. Durant les périodes intermédiaires, ils pouvaient se transformer en principautés indépendantes. La taille et le nombre des nomes a varié durant l'Antiquité égyptienne mais les principaux pôles sont restés relativement stables.

## Les régions
- Basse-Égypte
- Moyenne-Égypte
- Haute-Égypte
- Nubie